# Julio Dely Valdés
Julio César Dely Valdés (Colón, 12 maart 1967) is een voormalig profvoetballer uit Panama. De aanvaller, bijgenaamd Panagol, wordt beschouwd als de beste speler van zijn land aller tijden. Hij stapte na zijn actieve loopbaan het trainersvak in. Sinds 2010 is hij bondscoach van Panama. Hij is een tweelingbroer van Jorge Dely Valdés en de jongere broer van Armando Dely Valdés.

## Clubcarrière
In tegenstelling tot veel jongeren in Panama koos Dely Valdés voor voetbal in plaats voor het meer populaire honkbal. Op 15-jarige leeftijd debuteerde hij voor Atlético Colón in de nationale competitie van Panama. Om zijn talent verder te kunnen ontwikkelen vertrok Dely Valdés naar Argentinië, waar hij voor Argentinos Juniors en Deportivo Paraguayo speelde. In 1989 ging Dely Valdés naar de Uruguayaanse topclub Nacional de Montevideo, waar hij tot 1993 bleef. In vier jaar tijd maakte Dely Valdés 110 goals en werd hij in 1992 landskampioen.
De trefzekere aanvaller vertrok in 1993 naar het Italiaanse Cagliari Calcio. Ook hier maakte Dely Valdés indruk met 21 competitiedoelpunten in twee seizoenen en hij werd aangekocht door de Franse topclub Paris Saint-Germain in 1995. Daar gold hij als de vervanger van George Weah en met PSG won Dely Valdés de landstitel en de Europacup II. Na twee seizoenen bij de club uit Parijs maakte Dely Valdés de overstap naar Spanje, waar hij uitkwam voor Real Oviedo (1997-2000) en Málaga CF (2000-2003). Bij Málaga vormde Dely Valdés samen met de Uruguayaan Dario Silva een gevaarlijk aanvalskoppel. Dit tweetal was een van de drijvende krachten achter de succesvolle UEFA Cup-campagne van Málaga CF in het seizoen 2002/03.
In 2003 keerde de Panamese aanvaller terug naar Nacional de Montevideo. Dely Valdés bleef één seizoen, waarna hij terugging naar Panama. In zijn thuisland ging hij spelen voor Deportivo Árabe Unido. Met deze club werd Dely Valdés in 2005 landskampioen.

## Clubstatistieken
| seizoen | club                   | land       | competitie       | duels | goals |
| ------- | ---------------------- | ---------- | ---------------- | ----- | ----- |
| 1988    | Deportivo Paraguayo    | Argentinië | Primera División | 33    | 28    |
| 1989    | Nacional de Montevideo | Uruguay    | Primera División | 10    | 3     |
| 1990    | Nacional de Montevideo | Uruguay    | Primera División | 21    | 9     |
| 1991    | Nacional de Montevideo | Uruguay    | Primera División | 24    | 16    |
| 1992    | Nacional de Montevideo | Uruguay    | Primera División | 21    | 13    |
| 1993    | Nacional de Montevideo | Uruguay    | Primera División | 13    | 5     |
| 1993/94 | Cagliari Calcio        | Italië     | Serie A          | 32    | 13    |
| 1994/95 | Cagliari Calcio        | Italië     | Serie A          | 32    | 8     |
| 1995/96 | Paris Saint-Germain    | Frankrijk  | Ligue 1          | 33    | 15    |
| 1996/97 | Paris Saint-Germain    | Frankrijk  | Ligue 1          | 18    | 8     |
| 1997/98 | Real Oviedo            | Spanje     | Primera División | 32    | 9     |
| 1998/99 | Real Oviedo            | Spanje     | Primera División | 37    | 19    |
| 1999/00 | Real Oviedo            | Spanje     | Primera División | 34    | 11    |
| 2000/01 | Málaga CF              | Spanje     | Primera División | 33    | 16    |
| 2001/02 | Málaga CF              | Spanje     | Primera División | 37    | 11    |
| 2002/03 | Málaga CF              | Spanje     | Primera División | 33    | 10    |
| 2003    | Nacional de Montevideo | Uruguay    | Primera División | 15    | 8     |
| 2004    | Deportivo Árabe Unido  | Panama     | ANAPROF          | ??    | ??    |
| 2005    | Deportivo Árabe Unido  | Panama     | ANAPROF          | ??    | ??    |
| 2006    | Deportivo Árabe Unido  | Panama     | ANAPROF          | ??    | ??    |

## Interlandcarrière
Dely Valdés speelde jarenlang voor het Panamees nationaal elftal. Hij nam deel aan de kwalificatieduels voor de WK's van 1990 tot 2006. Bovendien behaalde de aanvaller met Panama in 2005 de tweede plaats op de CONCACAF Gold Cup. Op dit toernooi was de Verenigde Staten na strafschoppen de betere in de finale, die in een doelpuntloos gelijkspel was geëindigd.